# Alfredo Padovani
Alfredo Padovani   (Torí, 29 d'agost de 1878 - Ancona, 9 d'abril de 1939) fou un director d'orquestra i compositor xilè d'origen italià.

## Biografia
Fou fill del baix italià Antonio Padovani, un cantant que havia actuat sovint al Teatro Real de Madrid, i de la seva esposa Angela Remorini, i germà dels músics Arturo Padovani, director d'orquestra, i Angelina Padovani, soprano. Aquesta germana havia nascut a Espanya el 1876, durant una de les temporades que la família va passar de gira al país.
Alfredo va arribar a Xile als set anys, amb els seus pares i els germans Adelina i Amelia; Arturo havia arribat a Xile amb un any abans, el 1884, contractar pel Teatre Municipal de Santiago de Xile. Els petits de la família es van educar íntegrament a Xile, entre Valparaíso i Santiago. Alfredo va estudiar música al Conservatori Nacional de Música i Declamació de Xile. Els seus principals mestres en aquell temps van ser Federico Stöbe en la direcció d'orquestra i Luigi Stefano Giarda, compositor i director d'orquestra, en la composició.
A més de director d'orquestra, com el seu germà Arturo, Alfredo Padovani va ser també compositor, amb obres com ara Las violetas (1900) i Valparaíso Alegre (1903).
Alfredo Padovani va formar el 1910 una companyia d'òpera que va fer representacions al Teatro Marconi de Buenos Aires i al Teatro Argentino de La Plata. Al Marconi va dirigir Ernani de Verdi tant el 1910 com el 1912. Aquell any de 1910 va participar en la temporada del Teatro San José de Saõ Paulo, dirigint una companyia d'òpera a la qual figuraven Bianca Morello, Isabella Orsellini, Dina Tanfani, Ida Vecchi, Pietro Navia, Luciano Rossini, Vincenzo Ardito, Ermano Benedetti i Raffaele Borocchi, entre d'altres, amb un altre director musical, Giovanni Fratini. Dirigides per Padovani, es van interpretar les òperes Lucia di Lammermoor de Gaetano Donizetti, Tosca de Giacomo Puccini, Don Pasquale de Donizetti, Faust de Charles Gounod, I puritani de Vincenzo Bellini i Pagliacci de Ruggero Leoncavallo. Van passar després al Teatre San Pedro de Rio de Janeiro, representant La traviata de Giuseppe Verdi, Tosca, Don Pasquale i Lucia di Lammermoor, entre d'altres, aquesta darrera el 23 d'agost de 1910 en homenatge al president electe de la República Argentina, Roque Sáenz Peña.
L'any 1911 va dirigir Pagliacci al Coliseo de Buenos Aires en una temporada a la qual la majoria de les òperes van ser dirigides per Pietro Mascagni.
A Espanya va dirigir en la temporada 1913-1914 al Teatro Real de Madrid. El novembre de 1913 dirigia Mefistofele d'Arrigo Boito, el seu debut a la capital, i al llarg de les següents setmanes i mesos ho feia de diverses òperes de Giuseppe Verdi (La traviata, Aida, Otello i Un ballo in maschera), Jules Massenet (Manon) i Giacomo Puccini (Tosca).
Com a director d'orquestra va treballar al Gran Teatre del Liceu diverses temporades (entre els anys 1915 i 1935), dirigint algunes estrenes, com ara les de l'1 de gener de 1916 de La Dolores de Tomàs Bretón, amb Dolors Frau, Enriqueta Casas, Josep Palet, Ramon Blanchart, Augusto Ordóñez, Conrad Giralt i Vicenç Gallofré, i la del 18 de gener de 1916 de l'òpera Tassarba d'Enric Morera, amb els cantants Elsa Raccanelli, Elena Lucci, Jaume Illa i Josep Segura en els papers principals, amb Enriqueta Casas, Conrad Giralt, i els comprimaris Maria Oliver i Josep Fernández. El març de 1916 dirigia a Madrid, al Teatre de la Zarzuela, l'òpera Amleto d'Ambroise Thomas, amb la participació principal del gran baríton italià Titta Rufo. Va assistir a la representació la reina Victòria Eugènia de Battenberg.
El juliol de 1916 dirigia diverses òperes a la temporada lírica del Teatre Goldoni de Liorna: Rigoletto de Verdi, Il barbiere di Siviglia de Gioachino Rossini, Cavalleria rusticana de Pietro Mascagni i Pagliacci. De nou al Liceu, per a la temporada 1916-1917, va dirigir el desembre de 1916 l'òpera L'elisir d’amore de Donizetti, amb Elvira de Hidalgo, Tito Schipa, Armand Crabbé, Antonio Pini-Corsi i Josefina d'Oriente.
L'any 1917 va dirigir una doble representació d'òpera al Teatre Municipal de Santiago de Xile, amb les obres Cavalleria rusticana de Pietro Mascagni, amb Mercè Llopart, Emma Barsanti, César Nesi i Celestina Cattaneo; i Il segreto di Susanna d'Ermanno Wolf-Ferrari, en la seva estrena a Xile, amb Taurino Parvis, Nena Marmora i Mario Arciutti. En la mateixa sessió, el director barceloní Josep Sabater va dirigir Pagliacci, amb Joan Elies, Mercè Llopart, Josep Segura-Tallien i Joan Gallofré. En aquella temporada va dirigir l'estrena a Xile d'una altra òpera, Il matrimonio segreto de Domenico Cimarosa, amb Nera Marmora, Mary Melza, Emma Barsanti, Joan Gallofré, Taurino Parvis i Luigi Nicoletti-Kormann. A més, es van representar sota la seva direcció La traviata, amb Mercé Llopart, César Nessi i Emmanuel Martínez; Aida, amb Ofelia Nieto, Andreina Beinat, Joan Elías i Taurino Parvis; Andrea Chénier d'Umberto Giordano, amb Carmen Melis, Antonio Saludas i Taurino Parvis; Il trovatore, amb Ofelia Nieto, Andreina Beinat, Joan Elías i Renato Zanelli; La fanciulla del West de Puccini, amb Carmen Melis, Joan Elías i Taurino Parvis; Mefistofele, amb Ofelia Nieto, César Nessi i Luigi Nicoletti-Korman; Rigoletto amb Nera Marmora, César Nessi, Josep Segura-Tallien i Luigi Nicoletti-Kormann; Ernani de Verdi, amb Ofelia Nieto, Augusto Scampini, Josep Segura-Tallien i Luigi Nicoletti-Kormann; Carmen de Georges Bizet, amb Andreina Beinat, Nera Marmora, Augusto Scampini i Taurino Parvis; La bohème, amb Carmen Melis, Mary Melza i César Nessi; Lohengrin de Richard Wagner (en italià) amb Mercè Llopart, Andreona Beinat, Antonio Saludas, Josep Segura-Tallien i Luigi Rossato; Manon Lescaut de Puccini, amb Carmen Melis, Antonio Saludas, Taurino Parvis; Tannhaüser de Wagner (també en italià), amb Ofelia Nieto, Emma Barsanti, Joan Elías, Taurino Parvis i Luigi Rossato; Madama Butterfly de Puccini, amb Carmen Melis, Emma Barsanti, Pedro Tavanelli i Taurino Parvis; i Otello amb Mercè Llopart, Augusto Scampini i Josep Segura-Tallien.
L'any 1918 seria el torn de nou del Teatro Real de Madrid, amb Tosca de Puccini i Il trovatore de Verdi. Va marzar després a dirigir la temporada d'òpera de Santiago de Xile, al Teatre Municipal, participant en diverses produccions, com ara Cavalleria rusticana el mes d'agost, amb Joan Nadal, Sara César i Jordi Frau; Fedora d'Umberto Giordano, amb Mercè Llopart, María Pastor, Pedro Navia i Jordi Frau; Pagliacci amb Pedro Navia, Giuseppe Danise, Mercè Llopart i Jordi Frau; Manon de Jules Massenet, amb Carmen Melis, Pedro Navia i José Martí; Rigoletto de Verdi, amb Joan Nadal, Giuseppe Danise i Meta Reddisch / Maria Barrientos; Aida, el mes de setembre, amb Sara César, José Martí, Fanny Anitúa, Catullo Maestri i Giuseppe Danise; Il barbiere di Siviglia de Gioachino Rossini, amb Maria Barrientos, Pedro Naia i Augusto Ordóñez; I puritani, amb Maria Barrientos; Iris de Pietro Mascagni, amb Carmen Melis, Elena Lucci, Pedro Navia i Jordi Frau; La bohème de Puccini, amb Carmen Melis, Pedro Navia i Taurino Parvis; La Damnation de Faust d'Hector Berlioz, amb Mercè Llopart , Pedro Navia i Taurino Parvis; La Florista de Lugano del compositor xilé Eleodoro Ortíz de Zárate, amb Sara César, Vicenç Gallofré, Jordi Frau i Celestina Cattaneo; La Gioconda d'Amilcare Ponchielli, amb Sara César, Fany Anitúa, Luigi Rossato i Elena Lucci; La sonnambula de Vincenzo Bellini, amb María Barrientos, Josep Palet i Virgilio Lazzari; La traviata, amb María Barrientos, Paquita Rodoreda, Pedro Navia i Augusto Ordóñez; Lucia di Lammermoor, amb Augusto Ordóñez, Maria Barrientos i Josep Palet; Madama Butterfly, amb Carmen Melis, Elena Lucci, Paquita Rodoreda, Joan Nadal i Taurino Parvis; Norma de Vincenzo Bellini, amb Catullo Maestri, Luigi Rossato, Sara César, Fanny Anitúa i Paquita Rodoreda; Samson et Dalila de Camille Saint-Saëns, amb Fanny Anitúa i Catulio Maestri; Thaïs de Jules Massenet, amb Carmen Melis i Taurino Parvis; Tosca de Puccini, amb Carmen Melis, Joan Nadal i Taurino Parvis; Werther de Massenet, amb Joan Nadal i Mercè Llopart; i Zazà de Ruggero Leoncavallo, amb Margarita Belincori, Carmen Melis, Elena Lucci, Paquita Rodoreda, Joan Nadal i Giuseppe Danise, entre d'altres.
L'any 1919 va fer la temporada de La Plata, Argentina, dirigint les òperes Aida, amb Elvira Galcarzzi, Rina Azozzino, Ettore Berganachi, Francisco Izal, Mario Pinglis i José Meroni, i Madama Butterfly, amb Elvira Martinzoli, Elena Lenuchi, Rogelio Baldrich, Francisco Ferderici i José Meroni. Després va tornar al Municipal de Santiago de Xile, dirigint el 7 d'octubre l'estrena a Xile d'Il trittico (Il tabarro, Suor Angelica i Gianni Schicchi) de Puccini. Van intervenir Marina Polazzi, Francisco Izal, Ettore Bergamaschi i Rina Agozzino en Il tabarro, Carmen Melis, Fanny Anitúa, Elena Lucci i Adelina Padovani -germana d'Aldfredo Padovani- en Suor Angelica i Taurino Parvis, Olga Simzis, Pedro Navia, Rina Agozzino, Mario Pinheiro i Elena Lucci en Gianni Schicchi. Uns dies és tard, dirigia Il trovatore al mateix teatre, amb Francisco Izal, Elvira Galeazzi, Fanny Anitúa i Ettore Bergamaschi. El 29 d'oactubre, a més de dirigir unes representacions parcials de Mefistofele d'Arrigo Boito i d'Andrea Chénier de Giordano, va estrenar a Xile el ballet Xekhezada amb música de l'obra homònima de Nikolai Rimski-Kórsakov, un ballet estrenat a París el 4 de juny de 1910 per Ida Rubinstein i Vàtslav Nijinski.
El 24 de febrer de 1920, Padovani va dirigir una altra estrena, ara la de l'òpera La fanciulla del West al Teatre Arbeu de Mèxic, amb Carmen Melis, Hipòlit Lázaro i Taurino Parvis. Uns mesos després, el maig de 1920, va dirigir al Teatro Municipal de l'Havana l'òpera Martha de Flotow, en el debut a la capital cubana d'Enrico Caruso, en una producció que va comptar també amb la soprano barcelonina Maria Barrientos, la mezzosoprano italiana Flora Perini, el tenor italià Taurino Parvis i el comprimari Giuseppe Lapuma, en una producció de l'empresari Adolfo Bracale. La temporada de la companyia a l'Havana incloïa a més les òperes L'elisir d'amore, La forza del destino, Tosca, Rigoletto, Carmen, La juive, Un ballo in maschera, Aida, Manon (la de Puccini), Pagliacci i Il segreto di Susanna. La companyia estava formada, entre altres i a més dels ja esmentats, per Riccardo Stracciari, Gabriella Besanzoni, José Mardones i Carmen Melis. En el mes de setembre va tornar a la temporada de Santiago de Xile, dirigint Manon Lescaut al Municipal, amb Ebe Boccolini-Zacconi i Salvatore Persichettii.
El 6 de juny de 1921 va dirigir al Teatro Nacional de l'Havana l'estrena de l'òpera La esclava del valencià (establert a Cuba) Josep Maurí Esteve, amb llibret de Tomás Juliá, i amb la participació de la soprano madrilenya Ofelia Nieto, i de la contralt Rhea Toniolo, el tenor Julián Oliver, el baríton Néstor de la Torre i el baix Antonio Nocolich.
Va tornar al Liceu de Barcelona per a temporada 1922-1923, dirigint Louise de Gustave Charpentier, Aida, La favorita de Donizetti, Marina d'Emilio Arrieta, Carmen, Madama Butterfly, Tosca, Gli Ugonotti de Giacomo Meyerbeer, La Dolores de Bretón, Faust de Charles Gounod, Il barbiere di Siviglia i Manon. A la companyia d'òpera hi participaren Aurora Buades, Hipòlit Lázaro, Gabriel Olaizola, Vicenç Gallofré, Alexina Zanardi, Rosina Storchio, Carme Bau-Bonaplata, Elena Lucci, Purita Taboada, Angelo Pintucci, Emilio Ghirardini, Vicenç Gallofré, Antoni Oliver, Conrad Giralt, Josep Ricart, Josep Rafart, Enrique Álvarez, Stefan Bielina, Emilio Ghirardini, Olga Guerrieri, Charles Hackett, Gaetano Rebonato, Elvira de Hidalgo, Celestino Sarobe i Giorgio Melnik, entre d'altres.
L'octubre de 1924 va dirigir a Santiago de Xile l'òpera Mefistofele de Boito, amb Gaudio Mansueto, Giulio Rotondi i Ottavia Giordano.
L'11 de desembre de 1926 dirigia al Teatro Piccinni l'estrena a Bari de l'òpera pòstuma de Puccini, Turandot, que havia tingut la seva estrena absoluta a Milà l'abril del mateix any. A Bari van interpretar els papers principals Linda Barla-Ricci, Maria Polla Puecher i Nino Vaccari, entre d'altres.
Padovani va ser contractat per la temporada d'òpera de Santiago de Xile de 1927, que va començar el setembre, amb una companyia d'òpera italiana. El 17 d'octubre dirigia l'òpera Chopin de Giacomo Orefice al Teatre Municipal, amb Dino Borgioli, en el paper principal, Maria Polla Puecher, Vittorio Weimberg i Aurora Rettore. L'abril de 1928 va participar en la temporada del Colyseum de Lisboa. El 2 d'agost de 1928 dirigia a l'Arena de Verona l'òpera Rigoletto de Verdi, amb el baríton Luigi Montesanto, el tenor Alexander Wesselowski i la soprano Jarmila Novotna. El mateix any estrenava al Liceu l'òpera Il piccolo Marat de Pietro Mascagni, el 28 de desembre de 1928, amb la participació en el paper principal del tenor Hipòlit Lázaro. Una altra de les estrenes seves del Liceu, que va tenir lloc el 14 de desembre de 1929, va ser la de la versió operística de l'obra Las golondrinas, amb llibret de Gregorio Martínez Sierra (escrit en col·laboració amb María de la O Lejárraga) i música de José María Usandizaga, una estrena que comptà amb Fidela Campiña, Matilde Revenga, Carlo Galeffi, Aníbal Vela i Vicenç Gallofré, entre d'altres. En aquella temporada 1929-1930 havia dirigit, el mes de novembre, les representacions de L'elisir d’amore, amb Laura Pasini, Tito Schipa, Pasquale Lombardo, Michele Fiore i Mercè Roca. Altres òperes dirigides en aquella temporada van ser La bohème, Madama Butterfly, Il barbiere di Siviglia, Rigoletto i Aida, amb els cantants indicats més Angelo Minghetti, Maria Laurenti, Edmondo Grandini, Luba Mirella, Teiko Kiwa, Elena Lucci, Giovanni Manurita, Lina Pagliughi, Vincenzo Bettoni, Enzo de Muro Lomanto, Hina Spani, Angeles Rossini, Jesús de Gaviria i Víctor Damiani.
Abans d'aquesta estrena havia fet la temporada del Teatro Colón de Buenos Aires, dirigint òperes d'Engelbert Humperdink (Hänsel und Gretel), Verdi (Rigoletto), Ruggero Leoncavallo (Pagliacci) i l'estrena a la capital argentina, el 9 d'agost de 1929, de l'òpera Goyescas del lleidatà Enric Granados, amb Gilda Dalla Rizza, Nena Juárez, Vicente Sampere i Armand Crabbé.
La primavera de 1930 va dirigir diverses òperes al Teatro Colyseum de Lisboa i després va marxar cap a Xile, on va inaugurar el Teatre Municipal de Viña del Mar, dirigint l'òperaThaïs de Jules Massenet, a la qual participà el baríton Carlo Morelli, a més de dirigir la temporada de Santiago de Xile, amb la primera representació a la ciutat de l'òpera Nerone d'Arrigo Boito. També va participar en l'estrena a Xile de l'òpera Boris Godunov de Modest Mússorgski, el 14 de setembre de 1930, amb els cantants Fiódor Xaliapin i Maria Castagna. A finals d'any arribava a Itàlia, on va dirigir al Teatro Petruzzelli de Bari l'òpera Manon Lescaut de Puccini, La forza del destino de Verdi i la Lucia di Lammermoor de Gaetano Donizetti (el gener de 1931). També hi va dirigir Zanetto de Pietro Mascagni, interpretada al Teatro Petruzzelli en la seva primera representació a la ciutat, i Iris de Mascagni. En aquell mateix any va dirigir a Milà, al Teatro dal Verme, una producció de l'òpera Otello de Verdi, a la qual van participar dos germans en els papers principals: Renato Zanelli i el baríton Carlo Morelli (Zanelli de primer cognom) en el paper de Iago, a més de la soprano Maria Polla Puecher. Com assistent de la representació es trobava la mare dels dos cantants, Margarita Morales. Dies més tard era el torn, al mateix teatre, de l'òpera Rigoletto, amb Carlo Morelli, el tenor Enrico Viorelli i la soprano Lina Pagliughi.
El 7 d'octubre de 1931 Padovani dirigia al Teatro Dal Verme de Milà l'estrena d'una nova òpera, Il velo d'oro, del compositor Giovanni Quintieri, amb llibret d'Antonio Lega. El 31 d'octubre de 1931 inaugurava la temporada d'òpera del Teatre Olímpia d'Atenes amb Aida, una temporada a la qual s'interpretaren, a més, Andrea Chénier, Madama Butterfly, Carmen, Mefistofele, La Gioconda, Lohengrin, La fanciulla del West, Cavalleria rusticana, Turandot, Pagliacci, Francesca da Rimini i La bohème.
El juliol de 1932 va dirigir a Palerm, al Giardino Inglese, l'òpera Andrea Chénier d'Umberto Giordano, en la inauguració de la temporada lírica. A la mateixa temporada va dirigir Pagliacci i Cavalleria rusticana al mateix indret.
L'any 1933, el 10 de juny, va dirigir Fidela Campiña al Politeama Genovese en l'òpera La Gioconda d'Amilcare Ponchielli. Més tard va tornar al Liceu de Barcelona, per a la temporada 1933-1934, dirigint Aida el novembre de 1933, amb Aureliano Pertile i Clara Jacobo, i Un ballo in maschera el mes següent, amb aquests mateixos cantants. Un any més tard, el desembre de 1934, dirigia al Liceu a Hipòlit Lázaro i Mercè Capsir en I puritani de Vincenzo Bellini. Aquella temporada 1934-1935 va dirigir diverses òperes al teatre de La Rambla, obres de Verdi, Cimarosa, Rossini, Usandizaga, Puccini i Joan Gaig. D'aquest últim va dirigir El estudiante de Salamanca en la seva estrena del 20 de gener de 1935, amb els cantants Hipòlit Lázaro, Carme Bau Bonaplata i Ramon Cortinas, entre d'altres.
El juny de 1935 va salpar des de Trieste cap a Rio de Janeiro, a la temporada del Teatro Municipal. Després del Municipal va participar en la temporada del teatre São Pedro de Porto Alegre, inaugurada el 2 d'octubre de 1935 amb Rigoletto, amb la participació de Bidu Sayão en el paper de Gilda. L'endemà era el torn de Tosca, amb la soprano Carmen Gomes i el tenor Elias Reis e Silva i de La bohème, amb la soprano de Porto Alegre Iracema Follador i el tenor Bruno Landi. Amb la mateixa soprano, més Gabriella Besanzoni i Nerina Ferrari, va dirigir l'endemà l'òpera Orfeu i Eurídice de Christoph Willibald Gluck. Sense respir, un dia més tard era el torn de Lucia di Lammermoor, amb Bidu Sayão i al poc Il trovatore, Carmen i Manon, acomiadant la temporada del teatre, amb Lucia di Lammermoor, el 17 d'octubre de 1935. Després va marxar a Itàlia, dirigint el desembre de 1935 l'òpera Il matrimonio segreto de Domenico Cimarosa al Teatro Manzoni de Milà.
El setembre de 1937 va començar la temporada d'òpera de Santiago de Xile, amb una companyia dirigida musicalment per Alfredo Padovani. Al llarg de la temporada, va dirigir Aida, Andrea Chénier, Carmen, Manon, Rigoletto, Madama Butterfly, La Gioconda, il barbiere di Siviglia, La bohème, Der Rosenkavalier, La traviata i Un ballo in maschera. La companyia va comptar amb els cantants Vera Amerighi, Conchita Velásquez, Giovanni Breviario, Antonio Salcedo, Antonio Righetti, Óscar Dahm, Olga Brancucci, Giuseppe Taccani, Carlo Galeﬃ, Alberto López, Lola Pedretti, María Malberti, Enzo de Muro Lomanto, Ilio del Chiaro, Gina Bernelli, Toshiko Hasegawa i Emma Brizzio.
L'1 d'octubre de 1938 va dirigir la presentació a la ciutat italiana de Riete, al Teatro Vespasiano, de l'òpera Notturno romantico de Riccardo Pick-Mangiagalli, a més de Cavalleria rusticana de Pietro Mascagni.
L'any 1938 va realitzar el seu debut als Estats Units d'Amèrica, a la ciutat de Washington DC. Va dirigir La bohème de Puccini, Lohengrin de Richard Wagner i Manon de Massnet. De retorn a Itàlia, va dirigir La favorita de Donizetti al Teatro Sociale de Màntua, el febrer de 1939, amb Ebe Stignani, Giovanni Malipiero, Gaetano Viviani i Danilo Checchi.
Alfredo Padovani va morir a la ciutat italiana d'Ancona l'abril de 1939. S'hi trobava per dirigir la temporada d'òpera del Teatro delle Muse i es va trobar malalt mentre dirigia l'assaig de l'òpera Lucia di Lammermoor, de Donizetti, morint l'endemà, 9 d'abril, a l'Hospital Civil, a causa d'un coma diabètic.